# 문화 체계
문화 시스템(cultural system)이란 문화속에 있는 다른 요소들의 상호작용을 말한다. 한 문화 체계는 하나의 사회적 체계와 매우 다르지만, 자주 두 체계들은 함께 사회문화적 체계로 언급된다. 사회 과학의 주요 관심사는 질서의 문제이다. 사회질서가 이론화되는 한 가지 방식은 문화적, 사회적 요인의 통합 정도에 따라서 형성된다.

## 사회적 이론
사회학적 행동 체계 이론은 사회 일반 이론을 중심으로 구축되었으며, 적응, 목표 달성, 통합 및 패턴 유지의 네 가지 기능적 명령을 특징으로 하는 사이버네틱 모델 내에서 만들어졌다. 시스템의 계층 구조는 각각 행동 유기체, 성격 시스템, 사회 시스템 및 문화 시스템을 포함하는 최소한의 시스템에서 가장 포괄적인 시스템이다

## 참고 문헌
- Archer, Margaret S. 2004. Culture and Agency: The Place of Culture in Social Theory, Revised Edition. New York and Cambridge: Cambridge University Press.
- Burrowes, Carl Patrick. 1996. From Functionalism to Cultural Studies: Manifest Ruptures and Latent Continuities, Communication Theory, 6(1):88–103.
- Geertz, Clifford. 1966. "Religion as a Cultural System," in M. Banton (ed.), Anthropological Approaches to the Study of Religion. New York: Praeger, pp. 1–46.
- David Lockwood. 1964. “Social Integration and System Integration,” in G. Zollschan and W. Hirsch (eds.), Explorations in Social Change. Boston: Houghton Mifflin.
- Ritzer, George, and Douglas J. Goodman. 2004. "Structural Functionalism, Neofunctionalism, and Conflict Theory," in Sociological Theory, sixth edition. McGraw-Hill.